# Hemberg, Sankt Gallen
Hemberg är en ort och kommun i distriktet Toggenburg i kantonen Sankt Gallen, Schweiz. Kommunen har 933 invånare (2021).